# 5132 Мейнард
5132 Мейнард (5132 Maynard) — астероїд головного поясу, відкритий 22 червня 1990 року.
Тіссеранів параметр щодо Юпітера — 3,342.